# 1972年の自転車競技
1972年の自転車競技についてまとめる。

## 主なできごと
- エディ・メルクス、自身2度目となる、ジロ・デ・イタリア、ツール・ド・フランスの同一年度制覇を達成。またツール・ド・フランスでは、ジャック・アンクティル以来となる総合4連覇を達成。
- エディ・メルクス、メキシコシティにおいて、49.431kmのアワーレコードを樹立（10月25日）
- 1972年ミュンヘンオリンピックスクラッチ（現 男子スプリント）で、ダニエル・モレロンが同大会同種目初の連覇達成。
- 松本勝明が、当年に通算1200勝を達成した功績を讃えられ、競輪選手としては史上初となる日本プロスポーツ大賞を受賞。
- 後楽園競輪場が休止される（10月29日）。
- ミュンヘンオリンピックより、オリンピック開催年に、同大会と重複する種目がある場合については、世界選手権自転車競技大会では実施されないことになった（1992年バルセロナオリンピックまで継続）。
- エリック・デ・フラミンク、シクロクロス世界選手権・プロ部門5連覇。
- タマラ・ガルコウチナ、世界選手権・女子個人追い抜き3連覇。
- 石田雄彦、松本勝明に次ぐ、競輪選手史上2人目となる通算1000勝達成（5月7日の四日市競輪場）。
- 当年より、日本選手権競輪が原則3月開催となる。
- オールスター競輪が3年ぶりに開催される。

## 主な成績

### ロードレース
- ブエルタ・ア・エスパーニャ：4月27日〜5月14日
  - 総合優勝：ホセ・マヌエル・フエンテ（ スペイン、カス） 82時間34分14秒
  - ポイント賞：ドミンゴ・ペルレナ（ スペイン）
  - 山岳賞：ホセ・マヌエル・フエンテ（ スペイン）
- ジロ・デ・イタリア：5月21日〜6月11日
  - 総合優勝：エディ・メルクス（ ベルギー、モルテニ） 103時間04分04秒
  - ポイント賞：ロジェ・デ・フラミンク（ ベルギー）
  - 山岳賞：ホセ・マヌエル・フエンテ（ スペイン）
- ツール・ド・フランス：7月1日〜7月23日
  - 総合優勝：エディ・メルクス（ ベルギー、モルテニ） 108時間17分18秒
  - ポイント賞：エディ・メルクス（ ベルギー）
  - ポイント賞：ルシアン・ファン・インプ（ ベルギー）
- 世界選手権・プロロードレース：9月6日、 フランス・ガップ
  - 優勝：マリーノ・バッソ（ イタリア） 7時間05分59秒
- ミラノ〜サンレモ：3月22日
  - 優勝：エディ・メルクス（ ベルギー）
- ロンド・ファン・フラーンデレン：4月4日
  - 優勝：エリック・ルマン（ ベルギー）
- パリ〜ルーベ：4月16日
  - 優勝：ロジェ・デ・フラミンク（ ベルギー）
- リエージュ〜バストーニュ〜リエージュ：4月20日
  - 優勝：エディ・メルクス（ ベルギー）
- ジロ・ディ・ロンバルディア：10月7日
  - 優勝：エディ・メルクス（ ベルギー）
- スーパープレスティージュ
  - 優勝：エディ・メルクス（ ベルギー）

### トラックレース

#### 競輪
- 日本選手権競輪：決勝日・3月7日 千葉競輪場
  - 優勝：河内剛（宮城）
- 高松宮賜杯競輪：決勝日・7月4日 大津びわこ競輪場
  - 優勝：福島正幸（群馬）
- オールスター競輪：決勝日・10月3日 大垣競輪場
  - 優勝：稲村雅士（群馬）
- 競輪祭：競輪王戦決勝日・11月27日、新人王戦決勝日・11月20日 小倉競輪場
  - 全日本競輪王戦優勝：班目秀雄（福島）
  - 全日本新人王戦優勝：藤巻清志（神奈川）
- 賞金王：福島正幸（群馬）- 23,799,720円

### シクロクロス
- 世界選手権自転車競技大会：チェコスロバキア・プラハ
  - プロ優勝：エリック・デ・フラミンク（ ベルギー）

## 誕生
- 1月14日 - ライモンダス・ルムシャス ( リトアニア、ロードレース選手)
- 1月28日 - レオン・ファンボン ( オランダ、ロードレース&トラックレース選手)
- 3月30日 - 伊藤保文 ( 日本、競輪選手)
- 4月13日 - 横田努 ( 日本、競輪選手)
- 6月24日 - ロビー・マキュアン ( オーストラリア、ロードレース選手)
- 7月4日 
  - カーリン・テュリヒ ( スイス、女子ロードレース&トラックレース選手)
  - 金子真也 ( 日本、競輪選手)
- 8月11日 - 鈴木雷太 ( 日本、マウンテンバイク選手)
- 10月27日 - サンティアゴ・ボテロ ( コロンビア、ロードレース選手)
- 11月8日 - 齋藤登志信 ( 日本、競輪選手)
- 12月23日 - 石井雅史 ( 日本、競輪選手、パラサイクリング選手)